# Canthidium inerme
Canthidium inerme là một loài bọ cánh cứng trong họ Bọ hung (Scarabaeidae).